# CHRM4
CHRM4 (англ. Cholinergic receptor muscarinic 4) – білок, який кодується однойменним геном, розташованим у людей на короткому плечі 11-ї хромосоми. Довжина поліпептидного ланцюга білка становить 479 амінокислот, а молекулярна маса — 53 049.
| 10         |  | 20         |  | 30         |  | 40         |  | 50         |
| ---------- |  | ---------- |  | ---------- |  | ---------- |  | ---------- |
| MANFTPVNGS |  | SGNQSVRLVT |  | SSSHNRYETV |  | EMVFIATVTG |  | SLSLVTVVGN |
| ILVMLSIKVN |  | RQLQTVNNYF |  | LFSLACADLI |  | IGAFSMNLYT |  | VYIIKGYWPL |
| GAVVCDLWLA |  | LDYVVSNASV |  | MNLLIISFDR |  | YFCVTKPLTY |  | PARRTTKMAG |
| LMIAAAWVLS |  | FVLWAPAILF |  | WQFVVGKRTV |  | PDNQCFIQFL |  | SNPAVTFGTA |
| IAAFYLPVVI |  | MTVLYIHISL |  | ASRSRVHKHR |  | PEGPKEKKAK |  | TLAFLKSPLM |
| KQSVKKPPPG |  | EAAREELRNG |  | KLEEAPPPAL |  | PPPPRPVADK |  | DTSNESSSGS |
| ATQNTKERPA |  | TELSTTEATT |  | PAMPAPPLQP |  | RALNPASRWS |  | KIQIVTKQTG |
| NECVTAIEIV |  | PATPAGMRPA |  | ANVARKFASI |  | ARNQVRKKRQ |  | MAARERKVTR |
| TIFAILLAFI |  | LTWTPYNVMV |  | LVNTFCQSCI |  | PDTVWSIGYW |  | LCYVNSTINP |
| ACYALCNATF |  | KKTFRHLLLC |  | QYRNIGTAR  |  |            |  |            |

A: Аланін

C: Цистеїн

D: Аспарагінова кислота

E: Глутамінова кислота

F: Фенілаланін

G: Гліцин

H: Гістидин

I: Ізолейцин

K: Лізин

L: Лейцин

M: Метіонін

N: Аспарагін

P: Пролін

Q: Глутамін

R: Аргінін

S: Серин

T: Треонін

V: Валін

W: Триптофан

Кодований геном білок за функціями належить до рецепторів, g-білокспряжених рецепторів, білків внутрішньоклітинного сигналінгу, фосфопротеїнів. 
Локалізований у клітинній мембрані, мембрані, клітинних контактах, синапсах.